# The American Conservative
The American Conservative (TAC) – amerykański dwutygodnik opinii założony w 2002 roku przez Scotta McConella, Pata Buchanana oraz Taki'ego Theodoracopulosa. Magazyn jest redagowany przez McConella i wydawany przez Rona Unza. Nakład wynosi ok. 15 tys. egzemplarzy.
TAC jest pismem tradycjonalistycznym, antywojennym propagującym idee paleokonserwatyzmu oraz powiązanym z paleolibertarianami, sprzeciwia się również dominującym (w opinii redakcji pisma) mediom neokonserwatywnym.
W przeciwieństwie do wielu konserwatywnych mediów TAC sprzeciwia się interwencjonistycznej polityce zagranicznej George'a W. Busha co przekłada się również na sprzeciw wobec prezydenckiej wizji polityki imigracyjnej oraz handlowej. Jest też w przeciwieństwie od innych amerykańskich magazynów (takich jak np. The Weekly Standard, czy National Review) jest raczej proeuropejski. Pogląd na wiele spraw pokrywa się z linią innego paleokonserwatywnego wydawnictwa; miesięcznika Chronicles co sprawia, że część dziennikarzy publikuje w obu periodykach.